# Judi Werthein
Judi Werthein (nascida em 1967) é uma artista argentina.

## Infância e educação
Werthein nasceu em Buenos Aires em 1967. Em 1993 obteve um mestrado em Arquitectura pela Universidade de Buenos Aires.

## Carreira
Em 2007 expôs na Art in General, em Nova York. Em 2011 o seu filme Do you Have Time? foi apresentado no Aldrich Contemporary Art Museum.
O seu trabalho encontra-se incluído na colecção do Museu Tate de Londres e do Museu Guggenheim.